# Goodbye Pork Pie
Pour plus de détails, voir Fiche technique et Distribution.
Goodbye Pork Pie est un film néo-zélandais réalisé par Geoff Murphy et écrit par Murphy et Ian Mune, sorti en 1981. 
C'est l'un des films les plus populaires de Nouvelle-Zélande, parfois appelé le Easy Rider néo-zélandais. Il fut filmé en novembre 1979 avec une distribution et équipe de seulement 24 personnes. À budget très limité, Murphy dut faire toutes les cascades lui-même et dut se faire prêter des véhicules de la police pour transporter ceux travaillant sur le film.
C'est un road movie où on suit Gerry Austin (incarné par l'acteur Kelly Johnson), jeune de 19 ans, dans un voyage tout le long de la Nouvelle-Zélande, de l'île du Nord à l'île du Sud.
Parmi les lieux du tournage on trouve Auckland, Wellington, Picton, Christchurch, les Alpes du Sud, Dunedin et Invercargill.

## Fiche technique
- Titre : Goodbye Pork Pie
- Réalisation : Geoff Murphy
- Scénario : Geoff Murphy, Ian Mune
- Producteur : Geoff Murphy, Nigel Hutchinson
- Format : 35 mm
- Pays d'origine :  Nouvelle-Zélande
- Langue : anglais
- Genre : Road movie et comédie
- Durée : 105 minutes
- Année de sortie : 1981

## Distribution
- Tony Barry (en)
- Kelly Johnson
- Bruno Lawrence